# De Zee Ploeg
De Zee Ploeg (Seepflug) war ein niederländisches Auswandererschiff, das im Herbst 1817 auf dem Weg von Amsterdam nach Philadelphia in den Vereinigten Staaten mit rund 560 Auswanderern aus Württemberg an Bord in der Nordsee havarierte. Die Passagiere waren Bauern und Handwerker, Mitglieder der religiösen Bewegung der Separatisten, die von dem Württemberger Johann Georg Rapp (1757–1847) inspiriert worden waren. Er hatte 1805 in Pennsylvania die Gemeinschaft „Harmony“ gegründet. Das Jahr 1816 veranlasste durch schlechte Ernteerträge und einen sehr kalten Winter über siebzehntausend Menschen aus Württemberg zur Auswanderung.

## Das Schiff
Der Schiffsbauer Pieter Duyn begann 1803 mit dem Bau des Schiffes im Auftrag des Werftbesitzers und Schiffsbauers Engel van de Stadt (1746–1819), der auch Bürgermeister von Zaandam war, wo das Schiff gebaut wurde. De Zee Ploeg war eine Pinke (ein dreimastiger Küstensegler, ähnlich einer Karavelle); 136 Fuß lang, 32 Fuß breit und knapp über 16 Fuß hoch, mit drei Masten. Im September 1815 wurde das Schiff mit Jan Poul Manzelmann als Kapitän auf eine Testfahrt nach Surinam geschickt. Schiff und Besatzung kehrten am 4. Juli 1816 zurück. Im Auftrag von Handelshuis Zwichler & Comp. sollten dann 560 Auswanderer in die Vereinigten Staaten gebracht werden.

## Die Reise und der Schiffbruch
Ursprünglich sollten die Passagiere am 30. März 1817 an Bord gehen, was sich jedoch um mehrere Monate verzögerte. Erst Ende August verließ das Schiff die nördlich von Amsterdam gelegene Insel Texel. Auf dieser Reise war Hendrich Christopher Manzelmann aus Lübeck Kapitän. Die Besatzung bestand aus 21 Seeleuten. Nach nur elf oder zwölf Tagen auf See musste das Schiff aufgrund eines Sturms im Ärmelkanal einen Hafen anlaufen. Anschließend ging es zur Reparatur und Aufnahme neuer Vorräte sowie zum Ersatz beschädigten Materials nach Den Helder, wo es monatelang lag. Am Sonntag, den 27. Juli, kehrte es nach Texel zurück, bis es am 5. August 1817 wieder in See stach.
Diesmal nahm der Kapitän Kurs über die Nordsee mit der Absicht, die Britischen Inseln nördlich zu umfahren. Wieder geriet das Schiff in einen Sturm. Diesmal brachen die Masten, und das Schiff musste ohne Masten und Bugspriet bei Wetter und Wind operieren, mit vielen Kranken und Toten an Bord. Am 25. September landete es in Skjellanger im Norden von Holsnøy bei Herdla. Das Schiff wurde am 29. September in den Hafen von Bergen geschleppt und lag bei der Werft von Tønnes Rolfsen (1784–1838) in Elsesro vor Anker, nachdem der niederländische Generalkonsul Hendrich Jansen Fasmer (1766–1836) den Weg geebnet hatte. Unerwünscht in Bergen, kontaktierte Kapitän Manzelmann sofort den niederländischen Generalkonsul Hendrick Jansen Fasmer in Alvøen. Doch Fasmer war den Auswanderern wenig hilfreich, da sie Deutsche und keine Niederländer waren. Dies wurde in einer Anzeige von Fasmers Firma in De Bergenske Adressecontoirs-Efterretninger angekündigt. Die rund 500 deutschen Auswanderer waren auf dem Schiff eng zusammengepfercht.
Als das niederländische Konsulat den deutschen Passagieren nicht helfen wollte oder konnte, wurde den Behörden in Bergen die Verantwortung für all diese Ausländer übertragen.  An Bord des Schiffes gab es noch genügend Proviant, aber es war klar, dass es irgendwann an Lebensmitteln mangeln würde. Schlimmer war es mit all den Kranken an Bord, die so schnell wie möglich an Land gebracht werden mussten. Dem standen zunächst die örtlichen Behörden im Wege. Polizeichef Johan H. Friele schlug schon früh vor, ein oder zwei Schiffe bereitzustellen, um die Kranken von der De Zee Ploeg an Land zu bringen. Er konnte sich mit diesem Vorschlag jedoch nicht durchsetzen; die deutschen Auswanderer galten als großes Problem für die Stadt und die Stadtbevölkerung. Ihr Glaube wurde mit Skepsis betrachtet, woraufhin einige der Emigranten wahrheitswidrig erklärten, sie seien Lutheraner. Polizeipräsident Friele ließ überprüfen, ob sich Juden an Bord befanden, da es Juden bis 1851 verboten war, nach Norwegen einzureisen. Auch auf Schmuck, Juwelen oder andere Wertsachen ließ er die Passagiere durchsuchen. Bis die überlebenden Passagiere an Land gebracht werden konnten, waren bereits mehrere Auswanderer an Bord verstorben; auch im Militärkrankenhaus verstarben weitere.

## Das Schicksal der Passagiere
Eine der Verstorbenen hieß Catharina Friedriche Hilt (1769–1817). Sie stammte aus Klosterveill in Württemberg, besiegt nach all den Gewalterlebnissen an Bord dieses „Todesschiffes“ unter dem Kommando eines psychopathischen und brutalen Kapitäns, der sich mit dem Teufel verglich. Sie starb am 19. November 1817 im Militärkrankenhaus (Fangegården) und wurde am 22. November auf dem Friedhof „Fredens Bolig“ in Sandviken in Bergen beigesetzt. An Bord der De Zee Ploeg, während sie nach dem heftigen Sturm ohne Masten weit draußen in der Nordsee trieb, sagte Hauptmann Heinrich Christopher Manzelmann zu seinen Unteroffizieren: „Schade, dass ich nicht genug Arsen an Bord habe, denn dann würde mir bald das Leben ausgehen auf diesem Hunderudel ...“ (mit „Hunderudel“ waren laut Zeugenaussage während des Prozesses gegen Kapitän Manzelmann in Bergen die mehr als 500 süddeutschen Auswanderer an Bord dieses „Todesschiffes“ gemeint).
Vor dem Schiffbruch waren mehrere Passagiere an Nahrungsmittelknappheit und Krankheiten gestorben, darunter alle dreißig, die an Bord geboren wurden. Die Passagiere durften nicht an Land gehen, und während das Schiff bei Bergen vor Anker lag, starben weitere sechzehn. Möglicherweise lag dies daran, dass der Stadtphysiker (Stadtarzt) Lars Monrad (1762–1836) glaubte, dass das Schiff wegen Seuchenausbrüchen unter Quarantäne gestellt werden musste. Auch Bischof Claus Pavels (1769–1822) äußerte sich besorgt darüber, wie Bergen diese Flüchtlinge aufnehmen könne. Einige der Kranken wurden schließlich im Gefängnishof von King Oscars Gate 22, einem Militärkrankenhaus, untergebracht. Weitere vierundzwanzig Passagiere starben hier. Sie wurden in der Fredens bolig bei Støle begraben. Nach einiger Zeit kamen Getreide und Kleidung von Carl Johan (1763–1844). Das Schiff wurde im Dezember 1817 für 800 Speciedaler versteigert, und das Eichenholz wurde zum Bau eines Bootshauses und mehr auf Nordnes verwendet. Nach einigen Monaten ging es für die meisten Passagiere weiter nach Philadelphia in die Vereinigten Staaten. Rund 80 von ihnen mieteten das Segelschiff Susanne Cathrine, das Bergen am 13. August 1818 verließ. Die 273 anderen, die an dem Auswanderungsplan nach Amerika festhielten, gingen mit der Prima aus Larvik. Die Prima gehörte H. Falkenberg und wurde von Jacob Woxvold geführt, und sie wurde von der norwegischen Regierung für die Reise angeheuert. Nach einer Umleitung traf die Prima im Januar 1819 in Baltimore ein, rund 100 der deutschen Auswanderer kehrten nach Deutschland zurück. Einige der Passagiere verklagten daraufhin Kapitän Mantzelmann auf Fracht- und andere Kosten.
Einige der Überlebenden ließen sich jedoch in Bergen nieder und wurden die Vorfahren mehrerer Bergener Familien. Ein Beispiel dafür ist die Familie Rieber, die ursprünglich aus Ebingen südlich von Stuttgart stammt. Der Familienvater Gottlieb Christian Rieber, der Chirurg war, starb am 1. Oktober auf der De Zee Ploeg, nachdem er bei einem von vielen Krankenhausbesuchen zwischen zwei Reifen gestürzt war. Seine Frau, Anna Maria Raible, starb ebenfalls nach ihrer Ankunft in Bergen. Sie hinterließen fünf Töchter und einen Sohn, die bei verschiedenen Familien in Bergen untergebracht wurden. Sein Sohn Paul Gottlieb Rieber (1809–1898) gründete 1839 die Firma, die heute Rieber & Søn heißt. Die Investitionsgesellschaft zee ploeg as (gegründet in Bergen 2010) wird seit 2021 von Fritz Thorkil Rieber (geb. 1963) mit weiteren Mitgliedern der Familie Rieber im Vorstand geführt. Einige von denen, die blieben, lieferten Inspiration für Hauge (1771–1824) und seine zeitgenössische religiöse Bewegung. 1997 wurde ein von Linda Bønes (geb. 1958) entworfener Gedenkstein vor der Feuerstelle enthüllt. Ein Modell des Schiffs ist im Herdla-Museum ausgestellt und ein weiteres Modell ist das Schiff in der Herdla-Kirche. Beide wurden von Knut Hanselmann, ehemaliger Bürgermeister von Askøy, gebaut.
Zahlreiche Opfer der Havarie wurden auf dem Friedhof der Korskirken in Bergen begraben, wie dem Protokoll von 1817 zu entnehmen ist.
Unter den Passagieren waren auch Georg Friederich Kuhnle und seine Frau Johanna Roth mit ihren Kindern. Die beiden und die meisten ihrer Kinder kamen bei der Havarie um. Lediglich ein Sohn, Gottfried, überlebte. Er war zu dem Zeitpunkt 16 Jahre alt, wurde von einer Kaufmannsfamilie aufgenommen, heiratete im Jahr 1825 und hatte Nachkommen. Seine jüngsten Nachkommen sind Stein Kuhnle, emeritierter Politikwissenschaftler an der Universität Bergen mit seiner Familie.